# Kbc 12 뉴스
kbc 12 뉴스는 SBS의 광주/전남권 네트워크 방송사인 kbc에서 평일 오후 12시 30분에 방송되었던 광주방송의 낮 뉴스 프로그램이다. 2017년 4월 10일부터 민방 네트워크 뉴스의 신설에 따라 2017년 4월 7일에 종영되었다.

## 방송시간
- 월~금 - 낮 12:30 ~ 낮 12:50

## 메인 진행
- 이휘준

## 같이 보기
- kbc
- kbc 모닝730
- kbc 생활뉴스
- kbc 8 뉴스
- kbc 저녁뉴스
- SBS 12 뉴스

| kbc TV, kbc u TV |             |                 |
| 이전             | kbc 12 뉴스 | 다음            |
| SBS 12 뉴스      | kbc 12 뉴스 | TV블로그 꼼지락 |
|                  |             |                 |
|                  |             |                 |